# 錫弗靈湖

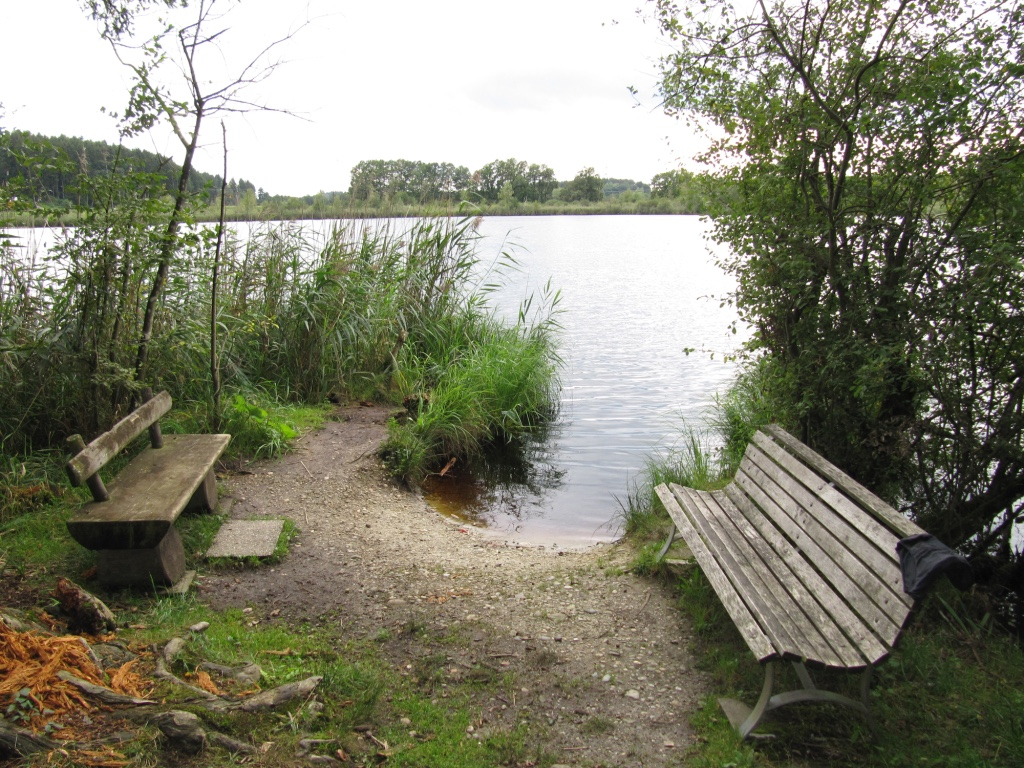

47°54′41.24″N 12°13′20.22″E / 47.9114556°N 12.2222833°E
錫弗靈湖（德語：Siferlinger See），是德國的湖泊，位於該國東南部，由巴伐利亞州負責管轄，處於瑟希特瑙，距離羅森海姆約10公里，長0.3公里、寬0.3公里，面積0.06平方公里，海拔高度485米。